# Добрі справи
Добрі справи (діла) — це добра поведінка та дії, які чинить віруючий у своєму житті на землі за християнським віровченням.

## Православ'я
Східні православні церкви навчають єдності віри та добрих справ, що необхідні для спасіння:
Ми спочатку «виправдані вірою», а потім «уповноважені Богом на добрі справи та вчинки праведності». Православ'я вважає, що потрібно здобути віру, щоб стати праведним, щоб бути спроможним робити добрі справи. По суті, одне слідує за іншим. Однак ми не протиставляємо одне одному, оскільки ми розглядаємо їх як загальну одиницю. Ми віримо, що вони є єдині між собою; одне не може існувати без іншого для досягнення спасіння. Від нас залежить прихильність і набуття віри завдяки Божому милосердю, щоб ми побачили необхідність і мали волю робити добрі справи та справи праведності, в надії отримати остаточну Божу благодать на Останньому суді. Добрі справи — це «необхідний виплід серця, наповненого вірою», але це лише частина вимоги спасіння. Не можна переходити від виправдання серця, наповненого вірою, безпосередньо до останнього кроку спасіння, не виконуючи добрих справ і вчинків праведності. Вони тісно пов'язані між собою, що дозволяє віруючим бути впевненими у спасінні через змінене серце та змінені дії. —А. С. Богичес

## Католицизм
В католицизмі добрі твори були представлені в середні віки як необхідні для спасіння . Однак у 1999 р. Католицька церква підписала Спільну декларацію про виправдання через віру з Лютеранською світовою федерацією, засвідчивши, що добрі справи не є виправданням спасіння, а є запрошенням з благодаті.

## Протестантизм
У протестантизмі протестантська Реформація наполягала на тому, що добрі справи не є виправданням для порятунку

## Євангельське християнство
В євангельському християнстві добрі справи є наслідком спасіння, а не його виправданням. Вони є знаком щирої та вдячної віри. Вони будуть винагороджені благодаттю Божою на останньому суді.